# Heracli
|  | Aquest article tracta sobre l'emperador romà. Vegeu-ne altres significats a «Heracli (desambiguació)». |

Heracli - Flavius Heraclius Augustus en llatí, Ἡράκλειος Hērakleios, en grec - (Capadòcia, vers 575 - Constantinoble, 11 de febrer de 641) va ser emperador romà d'Orient des del 5 d'octubre de 610 fins a la seva mort el 641.
Era fill d'Heracli el Vell, exarca d'Àfrica d'origen armeni que fou cèlebre per les seves victòries sobre els perses, i descendent d'Heracli d'Edessa, que havia conquerit la Tripolitana als vàndals. El 610 el seu pare el va posar al front de la conspiració contra l'emperador Flavi Focas; el principal conspirador era Prisc, el gendre de Focas, que va demanar la cooperació d'Heracli el vell. Durant dos anys l'exarca va rebutjar participar, però finalment s'hi va sumar potser quan Damasc va caure en mans dels perses. El 610 va cancel·lar les exportacions de gra d'Àfrica a Constantinoble per crear descontentament entre la població que per aquell temps depenia completament d'aquests subministraments; després va cancel·lar els enviaments de les taxes de la província, i finalment va acceptar la cooperació amb Prisc que li havia ofert la corona, però a causa de la seva avançada edat va declinar aquesta oferta, i va enviar el seu fill Heracli amb la flota i el seu nebot Nicetes (fill d'un germà) i el seu lloctinent Gregori o Gregores amb un exèrcit que va sortir de Cartago i va avançar per Egipte, Síria i Anatòlia, mentre ell mateix va sortir amb la flota. L'exèrcit va trigar uns tres mesos i la flota uns dotze dies. En presentar-se la flota a Constantinoble, Prisc es va revoltar a les províncies orientals; Heracli va forçar l'entrada del Corn d'Or i Focas, abandonat pels seus mercenaris, es va refugiar a palau (octubre) i va morir a mans del poble.
Constantinoble estava llavors agitada per dues faccions identificades amb els colors de les curses: els blaus i els verds; aquests darrers eren partidaris d'Heracli, que fou aclamat emperador. Prisc va rebre riqueses i honors i li fou confiat el comandament suprem contra els perses. Quan van arribar Nicetes i Gregori la revolució ja s'havia acabat i van rebre també honors. El patriarca Tomàs fou substituït per Sergi, partidari de les doctrines monotelistes.

## La guerra amb els perses
El 603 s'havia iniciat la guerra amb els perses i els perses van poder conquerir Mesopotàmia i parts d'Armènia i vers el començament del regnat d'Heracli hi van afegir Síria (610 Damasc, 611 Antioquia) i Palestina. El 613 van ocupar Tars. El general persa Sarbar va conquerir Jerusalem el 614, la va saquejar i va agafar com a trofeu la suposada creu de Crist que fou enviada a Ctesifont.

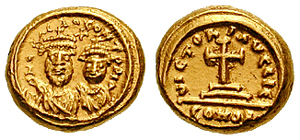
Monedes amb el bust d'Heracli i Heracli Constantí

El 615 Sarbar va entrar a Egipte i el 616 va ocupar Alexandria, igualment saquejada, i va seguir cap a Cirene, a l'oest, i al sud va remuntar el Nil fins a Abissínia; el subministrament de gra egipci a Constantinoble es va aturar i la fam va aparèixer a la ciutat (en realitat es va incrementar). Els oficials romans van demanar als perses d'abandonar Egipte, ja que no el podrien mantenir gaire temps, però el victoriós general els va enviar una columna i va dir que no en sortiria fins que els romans s'empassessin la columna. Al mateix temps un altre exèrcit persa va assolar Àsia Menor, va assetjar Calcedònia i la va conquerir el mateix 616. Els romans la van reconquerir més tard. Heracli va tractar de negociar amb el rei persa, però els ambaixadors romans foren empresonats i després executats. Finalment es va establir una treva el 618.
Les províncies entre el Bòsfor i el Danubi eren objecte d'atacs búlgars i eslaus que les havien devastades. El 619 els àvars van arribar a les portes de Constantinoble. Heracli va negociar amb el rei àvar i va accedir a la retirada. L'emperador va anar al campament del bàrbar per negociar la treva definitiva; com que el rei àvar havia donat paraula de parar les hostilitats les portes de la ciutat es van obrir i molta gent va sortir per veure l'entrevista. Només arribar l'emperador al campament àvar fou rodejat per la guàrdia àvara, però es va poder escapar fuetejant el seu cavall i passant per entre la seva gent que van dificultar els moviments de la guàrdia dels àvars, aconseguint tornar a la ciutat, però els habitants que havien sortit foren massacrats o fets presoners. Els àvars es van retirar amb 250.000 presoners cap al seu país darrere el Danubi. Llavors van devastar les terres d'Il·líria entre el Danubi i la mar Adriàtica i les fronteres d'Itàlia. Aquestes terres imperials foren concedides per l'emperador com a feus imperials als dux dels eslaus (serbis i croats) amb l'obligació de defensar el territori contra els àvars amb els quals aviat es va signar un tractat de pau (vers 620). D'altra banda l'exarcat de Ravenna va quedar exposat als atacs dels llombards (i Ístria dels eslaus que la van ocupar). A Hispània vers el 616-624 els visigots van conquerir l'Oròspeda, província romana.
Heracli amb totes aquestes calamitats s'anava preparant per a la guerra de mica en mica. Va reunir un exèrcit de grecs, eslaus i mercenaris bàrbars que va tenir preparat el 622. L'exèrcit va sortir del Bòsfor cap a Cilícia en vaixells, establint el seu camp a la plana d'Issos i va ocupar les Portes Cilícies (Pylae Ciliciae) i altres passos de les muntanyes del Taure i Antitaure cap a la plana del golf d'Issos (Iskanderun).
Atacat per un exèrcit persa el va derrotar en la decisiva batalla d'Issos; llavors va pujar cap a la Regió del Pont per passar l'hivern (el mateix emperador va anar a Constantinoble) fins a la primavera del 623 quan va sortir amb un nou exèrcit petit però ben entrenat, cap a Trebisonda. La campanya del 623 fou altra vegada victoriosa.
El 624 va fer la tercera campanya, creuant Armènia fins a Gandzaca (després Tauris), que va ocupar després d'un setge. Els perses que eren a la vora amb un exèrcit de 40.000 homes no hi van poder fer res; llavors va avançar cap al Caucas destruint al seu pas els temples dels mags perses, arribant a Albània del Caucas, segurament per entrar en contacte directe amb el kan dels khàzars, Ziebel, amb qui va formar una aliança mútuament avantatjosa. Els khàzars (que dominaven les estepes al nord del Caucas entre el Don i l'Ural) aliats als colquis i a altres nacions del Caucas, van atacar juntament amb els romans la part nord de la Mèdia, va vèncer a Thebarma a la vora del llac Urmia, i probablement van arribar fins al centre de Pèrsia a la zona de la moderna Esfahan.
Heracli va tornar al Caucas després de la campanya i, abans d'establir el seu quarter d'hivern, fou atacat pel principal exèrcit persa manat pel mateix Còsroes II a qui va derrotar.
El 625, assabentat que Còsroes planejava una expedició contra Constantinoble, sota el comandament de Sarbar, va fer campanya a Mesopotàmia i d'aquí va passar a Cilícia amb la idea de caure damunt dels perses per darrere si Sarbar entrava a l'Àsia Menor. El general persa, per eliminar aquest perill, va atacar les forces imperials al riu Saros (actual Sihfun) però Heracli va obtenir una gran victòria i ja es va guanyar definitivament la devoció de l'exèrcit per les seves proves de valentia personal; a la vora del riu Saros va matar un «gegant» persa en combat singular a qui ningú més havia accedit. Sarbar es va retirar cap a Pèrsia i Heracli va tornar al Pont a passar l'hivern. En aquest període Còsroes va fer aliança amb els àvars, que des del 620 estaven en pau amb l'imperi.
El 626 els àvars van atacar Tràcia i van assetjar Constantinoble al mateix temps que els perses sota comandament de Sarbar avançaven per Àsia Menor. Llavors estava Heracli acampat al riu Halis i tothom esperava que aniria en ajut de la capital, però va fer just el contrari; va enviar el seu fill Teodor amb un exèrcit per envair Mesopotàmia que estava defensada pel general persa Sais, i ell mateix amb el gruix de l'exèrcit, es va dirigir cap al Caucas on es va reunir amb Ziebel; probablement fou llavors quan els grecs van foragitar la guarnició persa de Tiflis i van posar el Regne d'Ibèria sota protectorat romà. Units romans i khàzars van reunir un gran exèrcit; els khàzars van envair Mèdia i els romans (amb 50.000 auxiliars khàzars) van entrar a Assíria. Mentrestant, Constantinoble dirigida pel patriarca Sergi resistia bé l'assetjament, ja que els atacants no tenien vaixells per atacar per mar ni podien reunir les seves forces, una a cada costat del Bòsfor. Els àvars es van retirar (3 d'agost) després de patir algunes derrotes parcials. i Sarbar, que estava assetjant Calcedònia, va quedar amb el risc de veure tallada la seva retirada cap a Pèrsia.
El 627 Heracli va fer un poderós atac al cor de l'imperi persa: va travessar el Gran Zab i va acampar a les ruïnes de Nínive. Se li va enfrontar Rhazates, general persa que va agafar una posició fortificada a la unió del Petit Zab i el Tigris, però l'emperador el va atacar i el va derrotar el desembre del 627 i va fer un gran botí. Dies després va ocupar Dastagerd o Dastagarda (Deskereh, avui la ciutat vella de Bagdad) o Artemita, no lluny de Ctesifont i les diverses residències reials de la rodalia foren saquejades. Els tresors ocupats pels grecs (especialment a Dastagerd on sembla que el rei persa guardava els seus tresors) fou immens.
El rei persa Còsroes va fugir a Selèucia de Piera i després cap a l'interior de Pèrsia; com que només li restava l'exèrcit de Sarbar va enviar missatgers a Calcedònia per ordenar-li la tornada immediata, però els missatgers foren interceptats i els missatges canviats per uns que deien que havia de restar al setge, cosa que Sarbar va obeir. El rei persa va considerar que com que Sarbar no hi anava l'havia traït i va enviar un missatger secret a comunicar a un oficial secundari que havia de matar a Sarbar i quatre-cents dels principals col·laboradors, però aquest missatger va caure en mans de Sarbar, que quan va veure la seva vida en perill va acordar amb els altres quatre-cents alts oficials, una pau separada amb els romans.

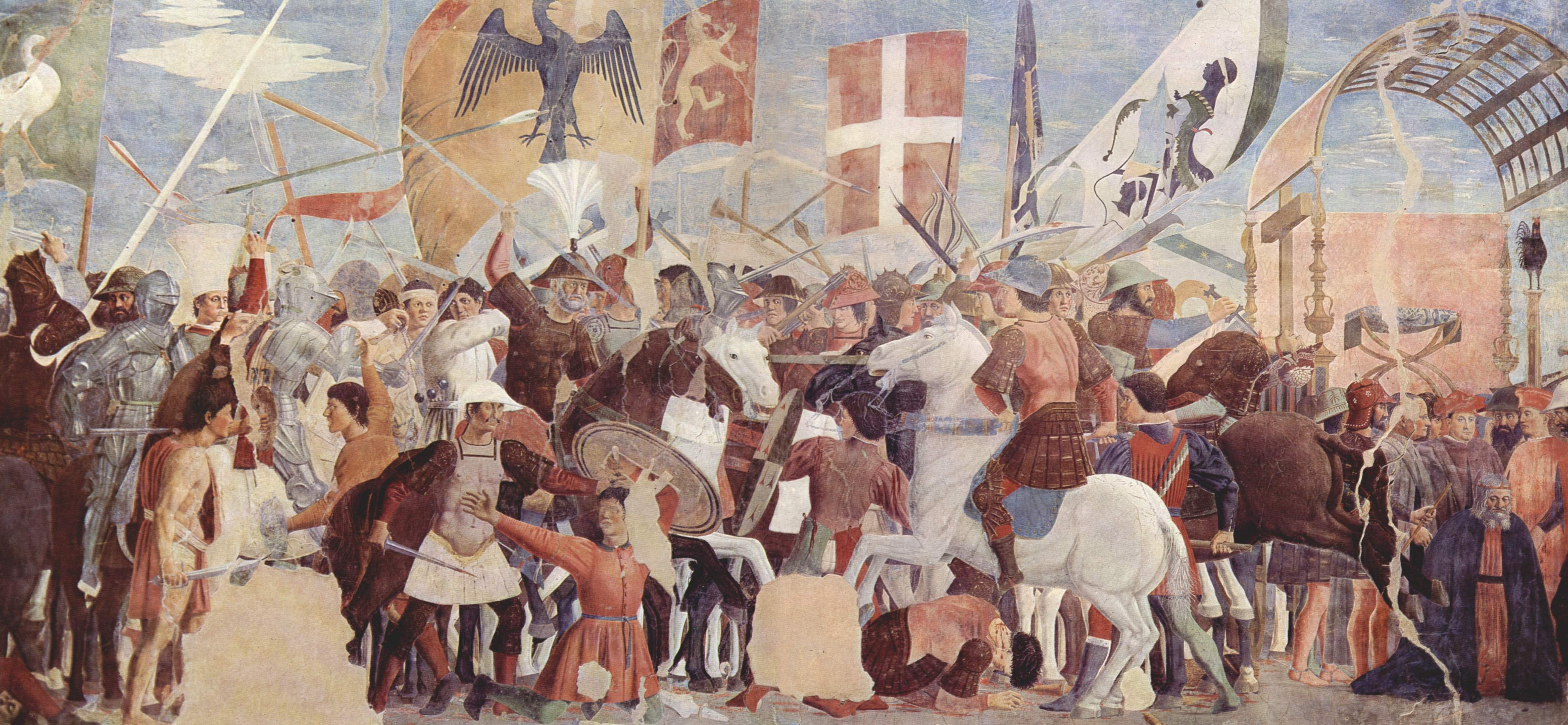
Batalla entre l'exèrcit d'Heracli i el persa de Còsroes II. Pintura al fresc de Piero della Francesca, ca. 1452

Ja sense aquest exèrcit i sense el seu millor general, Còsroes restava indefens. Un nou atac d'Heracli al cor de Pèrsia no va trobar pràcticament resistència; Còsroes va fugir cap a l'interior de Pèrsia (gener); va nomenar hereu al seu tercer fill Merdases o Verdases (que havia tingut amb una cristiana de Susa de nom Sira i Chirim); derrotat com estava, ja no va tenir la fidelitat dels seus i el seu propi fill gran Siroes (Kobad II), desheretat, es va revoltar i el va matar el febrer del 628 i als altres germans els va empresonar i també els va fer matar. Kobad II va nomenar visir a Barmek i va iniciar converses de pau. El març es va ajustar la pau entre l'imperi i Pèrsia, per la qual es restablien els antics límits entre els dos imperis excepte a Armènia de la qual l'Imperi Romà d'Orient adquiria una part, i les relíquies capturades foren retornades als cristians. El mateix Heracli les va portar al sant sepulcre el 629, després d'haver anat a Constantinoble (628) a celebrar el seu triomf, del qual va rebre felicitacions d'arreu del món.

## La guerra amb els musulmans
Quan Heracli anava a Jerusalem, estant a Edessa va rebre un ambaixador musulmà de Mahoma que el va comminar a adoptar la nova religió. S'havia produït el primer enfrontament amb els musulmans a Muta a la zona de la mar Roja, però sense conseqüències. L'emperador es va negar però va concloure un tractat de pau amb el profeta, però al cap de poc un incident fronterer a Síria va iniciar la guerra; els califes Abu-Bakr as-Siddiq i Omar van seguir la lluita i en poc temps altre cop Síria i Palestina amb Jerusalem, Mesopotàmia i Egipte tornaven a ser en mans estrangeres. De l'altre costat el desmembrament de l'imperi àvar va facilitar la fidelitat de serbis i croats, reconeguda de nou a partir del 630 després d'un període de vassallatge als àvars.
En lloc d'agafar el comandament, Heracli es va dedicar als plaers i a les discussions teològiques a Constantinoble. Els motius de la seva inactivitat no són coneguts però se suposa que estava cansat i debilitat per les darreres campanyes en les quals, a més, havia rebut diverses ferides. El 633 els àrabs van ocupar el sud de Palestina, on el governador Sergi tenia molt pocs soldats. El general Khàlid ibn al-Walid va avançar cap a Bosra i els romans foren derrotats a Ajnadayn, Damasc i tot seguit a Yarmuth, prop de Jerusalem; Gaza, Siquem, Sebaste (Samària) i Bosra van caure a les seves mans. El desembre del 634 els romans foren derrotats en la batalla de Fahl i els àrabs van arribar al llac Tiberíades. El contraatac romà a Merdsch es Soffar (25 de febrer) fou efectiu i va morir el general àrab Ibn Said, però Khalid, Xurahbil ibn Hàssana i Abu-Ubayda ibn al-Jarrah van assetjar Damasc a finals d'agost o al setembre. Damasc, on els notables de la ciutat eren en general oposats als romans, va negociar amb els assetjadors, sota la direcció del bisbe de la ciutat i del controlador general de finances Mansur ibn Sarjun (pare de sant Joan Damascè) i una porta fou oberta als musulmans. Els romans van fugir cap al nord i els ciutadans de Damasc van poder conservar les terres i esglésies però haurien de pagar en endavant un tribut general i un impost personal. Van seguir Baalbek i Èmesa.
A la primavera del 636 un exèrcit romà dirigit per Teodor, germà de l'emperador Heracli, i format per 40.000 grecs, 20.000 armenis dirigits per Vahan, i 20.000 gassànides sota comandament de Schabalah ben Al-Hidham, es va dirigir cap a Damasc des del nord, va evacuar Khalid i va reorganitzar les seves forces a Al-Jabiya per passar després al darrere del riu Yarmuk, a l'est del Tiberíades. Allà, en el punt d'unió del Yarmuk i el Jordà, es va lliurar la batalla decisiva (coneguda com a batalla del Yarmuk, lliurada prop de Yakusa) en la qual Teodor i els romans foren derrotats el 20 d'agost del 636. Khalid no va tornar a Damasc, va marxar a Medina i la conquesta de Síria fou encarregada a Abu-Ubayda al-Jarrah. El desembre del 636 Damasc va capitular per segona vegada i també Baalbek, Homs, Alep, Jaffa i tota la resta de Palestina i Síria, incloent-hi el territori dels gassànides. Jerusalem, Tir, Acre, Sidó i Cesarea van resistir uns mesos però foren ocupades entre el 637 (Tir, Acre i Sidó) i el 638 (Jerusalem), resistint només Cesarea fins al 640.
El 638 Heracli va iniciar una ofensiva des d'Antioquia i va poder recuperar Homs i Kinnesrin i van obtenir una victòria important al sud-est d'Antioquia, però mentrestant els àrabs van entrar a Jerusalem (febrer) i van passar a l'ofensiva recuperant Homs i Kinnesrin i entrant finalment a Antioquia.
El desembre del 638 va morir el patriarca Sergi i Heracli va fer nomenar un altre monotelista de nom Pirros. El 639 els àrabs van entrar a Edessa i a Egipte. El 640 va caure Cesarea de Palestina. A Egipte el general Amr va vèncer a el Faium i a Babylon (prop de Memfis) i va dominar tot Egipte menys Alexandria. El patriarca copte Benjamí va acollir bé als àrabs i el governador de l'Alt Egipte, Mokakwar, també es va sotmetre sense lluita.

## Matrimonis i descendència
Va morir l'11 de febrer del 641. Una estàtua colossal seva va existir a Barletto a la Pulla fins a finals del segle xv.
Es va casar dues vegades, la primera amb Eudòcia, filla de Rogas, un terratinent de l'Exarcat d'Àfrica. Van tenir un fill i una filla:
- Eudòcia Epifania, el 7 e juliol del 611
- Constantí Heracli

Eudòcia va morir d'epilèpsia l'agost del mateix any, una malaltia que va heretar el seu fill.
El 613, Heracli es va tornar a casar, aquesta vegada amb la seva neboda Martina, un matrimoni que va escandalitzar la població per ser incestuós. Matina era filla de Maria, germana de l'emperador i era molt més jove que ell. Van tenir molts fills, els primers dels quals tenien defectes, cosa que es va interpretar com un càstig diví.
- Constantí, mort el 615.
- Fabi, que tenia el coll paralitzat (potser una escoliosi) i va morir jove.
- Teodosi, que era sord-mut, es va casar amb Nice, filla del general persa Shahrbaraz.
- Heraclones
- David (Tiberi), nascut el 7 de novembre del 630), proclamat cèsar el 638. Fou proclamat august el 641, però unes setmanes després fou mutilat i exiliat a Rodes, juntament amb la seva mare.
- Marí, que segons Joan de Nikiu va morir després de ser circumcidat.
- Agostina, proclamada Augusta el 638.
- Anastàsia, proclamada Augusta el 638.
- Febrònia

Martina fou una emperadriu molt impopular, no tan sols pel seu matrimoni incestuós, sinó també pel fet que acompanyava el seu marit en les seves campanyes militars i es deia que era una mala influència. El patriarca Sergi va provar sense aconseguir-ho de convèncer l'emperador d'anul·lar aquest matrimoni.
Va tenir un fill il·legítim, anomenat Joan Atalaric, el qual va conspirar contra el seu pare, amb el seu cosí el magister Teodor i amb un noble armeni anomenat David Saharuni. Quan Heracli va descobrir la conspiració li va fer tallar les mans i el nas i el va exiliar a Prinkipo, una de les Illes dels Prínceps. Teodor va rebre el mateix càstig però fou exiliat a Gaudomelete (possiblement l'actual Gozo) amb ordre de tallar-li després una cama.
Heracli tenia pensat fer successor al seu fill Constantí Heracli i el va preparar donant-li una formació militar, però patia d'epilèpsia i finalment va fer testament llegant l'imperi conjuntament a dos dels seus fills: Costant III i Heraclones.

## Altres aspectes del seu regnat
A Heracli se li atribueix l'haver substituït l'idioma oficial que anteriorment era el llatí pel grec.
Per altra banda es va esmerçar en fer que al seu imperi hi hagués una harmonia religiosa. La recuperació de territoris a l'est, que havien estat en poder dels perses va iniciar el problema sobre la unitat religiosa, que es va centrar en la controvèrsia sobre l'autèntica natura de Crist. Molts dels habitants d'aquelles províncies tenien creences monofisites, que anaven en contra del Concili de Calcedònia. Heracli va intentar promoure una doctrina de compromís anomenada monotelisme però la seva manera de pensar va ser considerada herètica pels dos bàndols en disputa. Per aquest motius alguns historiadors i escriptors religiosos el van descriure com un emperador herètic i un mal governant. Quan les províncies monofisistes va acabar definitivament en mans dels musulmans, el monotelisme ja no va tenir sentit de ser mantingut i fou abandonat com a doctrina.